# Албрехт I фон Хоенлое-Уфенхайм
Вижте пояснителната страница за други личности с името Албрехт I.
Албрехт I фон Хоенлое-Уфенхайм (на немски: Albrecht I von Hohenlohe zu Uffenheim; † ок. 1269) e граф на Хоенлое-Уфенхайм (fl 1240/1269).

## Произход
Той е най-възрастният син на граф Готфрид I фон Хоенлое-Романя († 1255) и съпругата му Рихица фон Краутхайм († 1262), дъщеря на Волфрад I фон Крутхайм († 1234) и Аделхайд фон Боксберг († сл. 1213). Брат е на Крафт I фон Хоенлое-Вайкерсхайм († 1313) и Конрад фон Хоенлое-Рьотинген († 1277).

## Фамилия
Първи брак: пр. май 1240 г. за Кунигунда фон Хенеберг (* пр. 1223; † 1257), дъщеря на граф Попо VII фон Хенеберг († 1245) и втората му съпруга Юта Тюрингска († 1235). Те имат децата:
- Агнес († 1319), омъжена за бургграф Конрад II фон Нюрнберг († 1314), син на бургграф Конрад I фон Нюрнберг (Хоенцолерн)
- Готфрид II († 1290), граф на Хоенлое-Уфенхайм-Ентзе, женен пр. 13 март 1285 р. за Елизабет фон Цолерн-Нюрнберг († 1288), дъщеря на бургграф Фридрих III фон Нюрнберг

Втори брак: сл. 1257 г. за Уделхилд фон Берг-Шелклинген († сл. 1271), дъщеря на граф Улрих II фон Берг-Шелклинген († сл. 1268). Те имат децата:
- Фридрих фон Хоенлое-Вернсберг († 1290), граф на Хоенлое-Вернсберг, женен за София фон Хенеберг († сл. 1313)
- Албрехт фон Хоенлое-Шелклинген († 1338), господар на Шелклинген цу Мьокмюл, женен I. за неизвестна, II. пр. 5 ноември 1309 г. за Хедвиг фон Кастел (fl 1309/1331), дъщеря на Хайнрих II фон Кастел († 1307) и София фон Йотинген.